# Rineloricaria latirostris
Rineloricaria latirostris és una espècie de peix de la família dels loricàrids i de l'ordre dels siluriformes.

## Morfologia
Els mascles poden assolir els 36 cm de longitud total.

## Distribució geogràfica
Es troba a la conca del riu Paranà.